# Fal (rzeka)

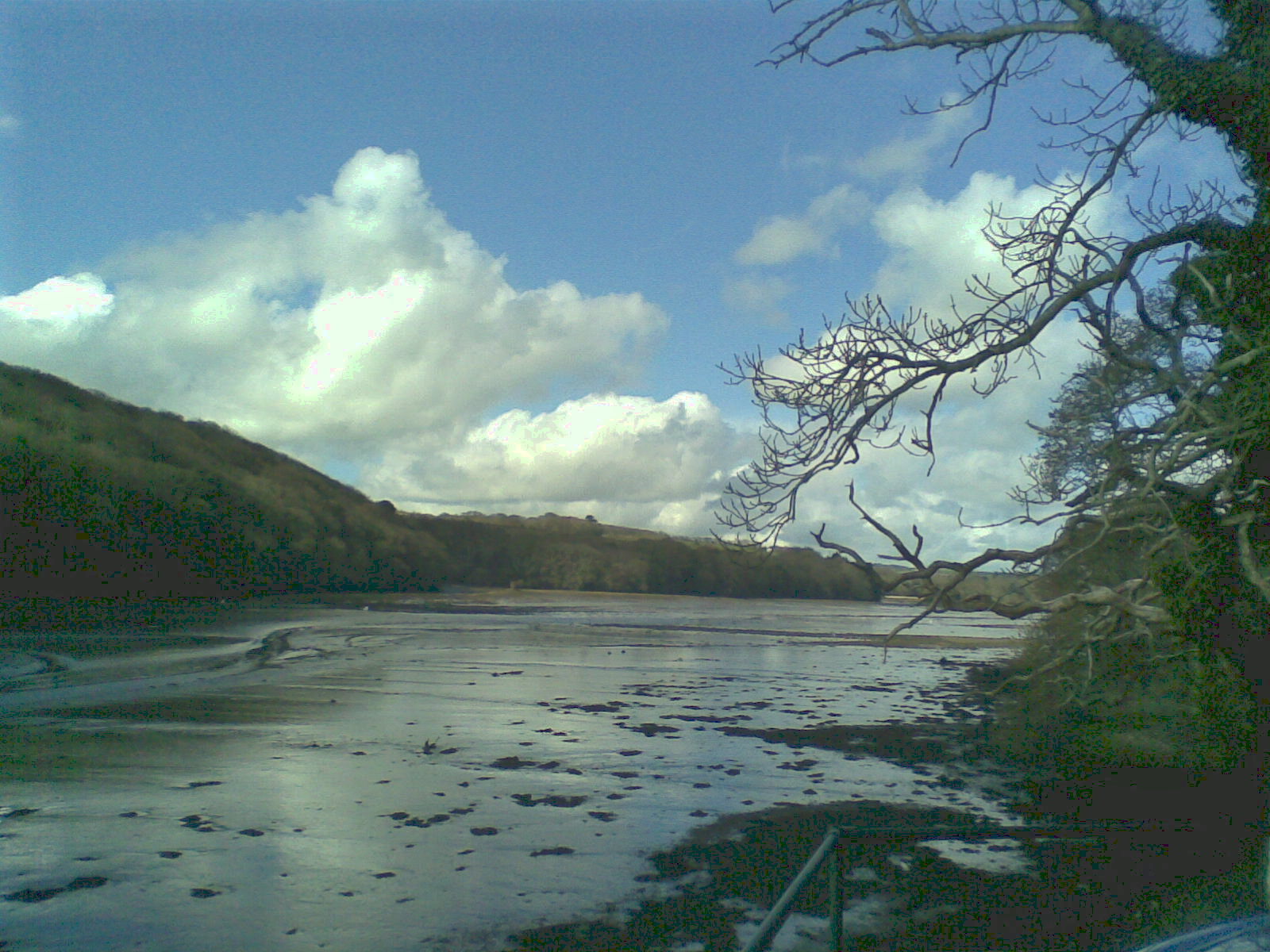
Rzeka Fal

Fal (korn. Dowr Fala) – rzeka w Anglii, w Kornwalii. Swe źródła ma w okolicach St Columb Major, a uchodzi do kanału La Manche w Falmouth przez estuarium riasowe Carrick Roads. Jej długość wynosi 29 km. rzeka tworzy trzeci na świecie pod względem długości port naturalny

## Historia
Rzeka używana była do łączności między Truro i Falmouth już od r. 1170. W XVII w. po rzece kursowała łódź pocztowa, dowożąc do Truro korespondencję wpływającą do portu w Falmouth.